# مقاطعة بيرسي (نبراسكا)
مقاطعة بيرسي (بالإنجليزية: Pierce County)‏ هي إحدى مقاطعات ولاية نبراسكا في الولايات المتحدة الأمريكية.